# ラウドロック
ラウドロック（英語: Loud rock）は、ヘヴィメタルやハードコアなどから派生したロックのジャンルの一種。ジャンルのミクスチャー・ロックなどと同様に和製英語である。英語圏ではオルタナティヴ・メタル、ニュー・メタル、ラップ・メタルなどに分類されるジャンルである。

## 概要
音楽的な特徴としてはハードコア、ヘヴィメタルの流れを汲みつつ、そこにヒップホップなどの新しい音楽要素が加えられている。ヘヴィメタルは間奏の長いギターソロやヴォーカリストの金切り声が特徴とも言われる。それに対しラウドロックはラップ、グロウル、スクリームなどをとりこんだボーカルスタイルが見られる。また、ダウンチューニングを施したギターによる大音量で低音域中心の重苦しいリフ、エフェクターの多用、サンプラーやターンテーブルの導入、ミディアム・テンポのリズムなど、それまでのハードコア、ヘヴィメタルの型にとらわれないアイディアが導入されている。また、若い女性によるバンドや、ボーカロイドを駆使した楽曲も増えてきている。

## 代表的なバンド

### 海外
- アヴェンジド・セヴンフォールド
- アトレイユ
- イシューズ
- イル・ニーニョ
- インキュバス
- コーン
- システム・オブ・ア・ダウン
- スーサイド・サイレンス
- スタティック-X
- ステインド
- ストーリー・オブ・ザ・イヤー
- スパインシャンク
- スリップノット
- スリーピング・ウィズ・サイレンス
- セイオシン
- ドラウニング・プール
- ディスターブド
- パパ・ローチ
- ハリウッド・アンデッド
- フーバスタンク
- ブリング・ミー・ザ・ホライズン
- ブレット・フォー・マイ・ヴァレンタイン
- フロム・ファースト・トゥ・ラスト
- マッドヴェイン
- リンキン・パーク
- リンプ・ビズキット

### 日本
- AA=
- ANGRY FROG REBIRTH
- Another Story
- ARTEMA
- BEFORE MY LIFE FAILS
- coldrain
- Crossfaith
- a crowd of rebellion
- Crystal Lake
- D'espairsRay
- DIR EN GREY
- VAMPS
- Dragon Ash
- Each Of The Days
- FACT
- Fear, and Loathing in Las Vegas
- The GazettE
- girugamesh
- GRANRODEO
- Gundog
- GYROAXIA
- THE HATE HONEY
- HER NAME IN BLOOD
- HIGH and MIGHTY COLOR
- KNOCK OUT MONKEY
- LOKA
- Lynch.
- THE MAD CAPSULE MARKETS
- MAKE MY DAY
- MY FIRST STORY
- NOCTURNAL BLOODLUST
- NOISEMAKER
- OLDCODEX
- PassCode
- Pay money To my Pain
- RIZE
- ROTTENGRAFFTY
- SHADOWS
- She is Legend
- SiM
- Survive Said The Prophet
- THREE LIGHTS DOWN KINGS
- UVERworld
- ONE OK ROCK
- Xmas Eileen
- 打首獄門同好会
- 宇頭巻
- 凛として時雨
- オメでたい頭でなにより
- ヒステリックパニック
- ヘッド・フォン・プレジデント
- マキシマム ザ ホルモン
- ムック
- 眩暈SIREN
- 山嵐
- 花冷え。
- 8bitBRAIN

## メディア

### ラジオ番組
- BEAUTIFUL TIME（Inter FM）

### 雑誌
- EAT MAGAZINE